# 살구씨

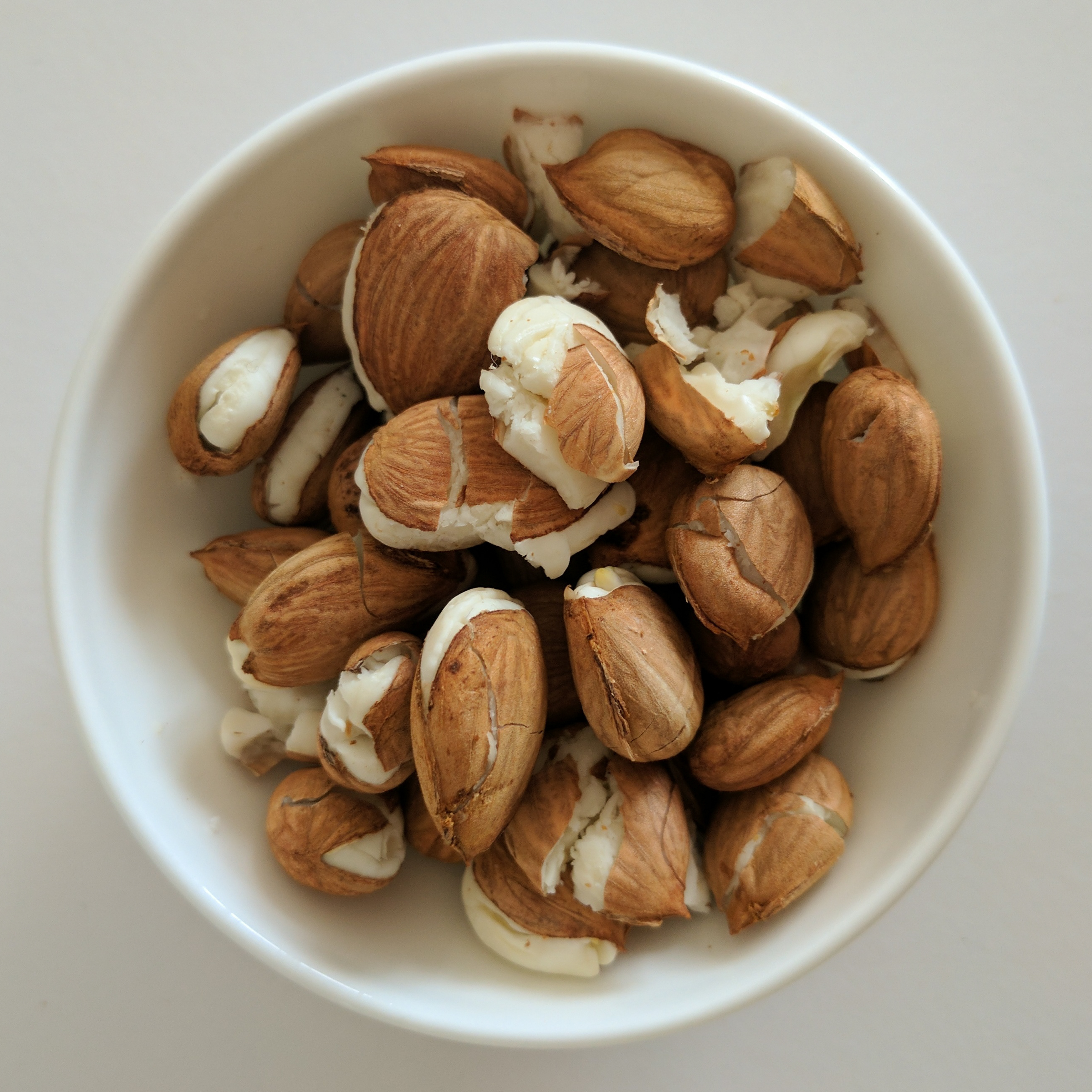
살구씨

살구씨 또는 행인(杏仁)은 살구 속에 있는 딱딱한 씨이다.

## 쓰임새
한약재로 쓰거나 미용에 쓴다.

### 미용
- 행인유 – 살구씨를 눌러 짠 기름

### 요리
- 감로주 – 소주에 용안, 대추, 포도, 살구씨, 구기자, 두충, 숙지황 등을 담가 만든 술
- 고편도유 – 살구씨나 복숭아씨 등에서 짜낸 기름
- 살구씨정과 – 살구씨를 끓는 물에 담가 껍질을 벗겨서 꿀물에 잠깐 조린 정과
- 소행죽 – 차조기씨와 살구씨를 갈아서 쌀뜨물을 붓고 쑤다가 꿀을 탄 죽
- 싱런더우푸 – 중국의 살구씨 두부
- 양고주 – 살구씨를 삶아서 쓴 물을 빼어 양고기나 염소고기와 함께 끓여 즙을 내고 목향을 넣어서 버무려 담근 술
- 항얀벵 – 중국의 살구씨 과자
- 행도죽 – 껍데기를 벗긴 당살구씨와 호두를 맷돌에 갈아서 밭은 다음, 쌀가루를 넣고 쑤어 꿀을 탄 죽
- 행인당 – 설탕에 조려 말린 살구씨
- 행인죽 – 살구씨를 살짝 데쳐 껍질을 벗기고 멥쌀과 함께 절반씩 섞어서 물에 담갔다가 맷돌에 갈아 체로 걸러서 쑤다가 꿀을 탄 죽

### 의료
- 행인수 – 살구씨에서 뽑아낸 물약

## 같이 보기
- 아몬드